# كل ده (ألبوم)
كل ده هو أحد ألبومات المطربة المصرية شيرين وجدي، تم إنتاجه وتوزيعه من قبل شركة روتانا عام 2004.

## الأغاني
- كل ده
- البدر
- طال انتظاري
- خليني في بالك
- عنك سالوني
- تعرف
- ياه ع الايام
- ازاي يروح
- قال انا فاكره
- ماقول احبك